# Елбі (Вашингтон)
Елбі (англ. Elbe) — переписна місцевість (CDP) в США, в окрузі Пірс штату Вашингтон. Населення — 39 осіб (2020).

## Географія
Елбі розташоване за координатами 46°45′55″ пн. ш. 122°11′41″ зх. д. / 46.76528° пн. ш. 122.19472° зх. д. (46.765401, -122.194718).  За даними Бюро перепису населення США в 2010 році переписна місцевість мала площу 0,15 км², уся площа — суходіл.

## Демографія
Згідно з переписом 2010 року, у переписній місцевості мешкало 29 осіб у 11 домогосподарстві у складі 5 родин. Густота населення становила 195 осіб/км².  Було 17 помешкань (114/км²).
Расовий склад населення:
| - 96,6 % — білих |

До двох чи більше рас належало 3,4 %. Частка іспаномовних становила 0,0 % від усіх жителів.
За віковим діапазоном населення розподілялося таким чином: 13,8 % — особи молодші 18 років, 75,9 % — особи у віці 18—64 років, 10,3 % — особи у віці 65 років та старші. Медіана віку мешканця становила 45,5 року. На 100 осіб жіночої статі у переписній місцевості припадало 70,6 чоловіків;  на 100 жінок у віці від 18 років та старших — 66,7 чоловіків також старших 18 років.

Цивільне працевлаштоване населення становило 0 осіб. 